# Strategie (Militär)
Die Strategie, genauer die Militärstrategie, ist die Theorie und Praxis von der Vorbereitung des gesamten Landes (der Koalition) auf die Kriegsführung sowie von der Führung und vom Einsatz der Streitkräfte während des gesamten Kriegs und bei strategischen militärischen Handlungen, darunter auch in einzelnen strategischen und/oder operativ-strategischen Operationen.
Die Strategie ist ein Bestandteil der Kriegskunst, vor Operativer Kunst und Taktik.
Die (Militär-)Strategie ist der (Militär-)Politik des betreffenden Staates (der Koalition) direkt nachgeordnet und befasst sich mit der unmittelbaren Umsetzung der politischen Ziele aufgrund militärischer Handlungen, ohne und mit bewaffnetem Kampf. Sie wird von der Führung des Staates (der Staatengruppe, der Koalition) entworfen und verwirklicht.
Die Strategie der Teilstreitkraft fasst die spezifischen (operativen) Einsatzmethoden ihrer jeweiligen operativen Vereinigungen, Verbände und Dienste zusammen.
Die Theorie der Strategie gehört zur Wissenschaftsdisziplin Militärwissenschaft.

## Begriffsgeschichte

### Vorgeschichte im Kriegswesen
Die Kriegskunst, mit Strategie und Taktik, entstand in der Zeit des Übergangs von der Gentilordnung zur Klassengesellschaft in einem langen historischen Prozess und entwickelte sich im Zusammenhang mit der allmählichen Herausbildung von Staaten und des Militärs. Sie ist verbunden mit der Politik der Völker, Staaten, Klassen, Nationen und Bündniskoalitionen, aber auch den Streitkräften, und den von ihnen geführten Kriegen und dem militärtheoretischen Denken.
Die allgemeine Kriegsgeschichtsschreibung und die (wissenschaftliche) Geschichte der Kriegskunst zeichnen die Entwicklungsetappen der Kriegskunst mit ihrer jeweiligen Methodik umfassend nach.
→ Weiteres siehe Hauptartikel: Kriegskunst

### Strategie- und Taktikbegriff in Europa
Bereits weit vor dem 16. Jahrhundert wurden die Begriffe Strategie (entlehnt aus französisch stratégie, dieses von altgriechisch στρατηγία stratēgía „Feldherrentum, Feldherrenkunst“ zu στρατηγός stratēgós „Feldherr“; dieses von στρατός stratós „Heer“ und griechisch agein ´führen`) und Taktik (entlehnt aus französisch tactique, dieses von altgriechisch τακτικά bzw. von griechisch taktikḗ (technē), eigentlich ´Lehre von der Anordnung`, zu griechisch taktikós ´die Aufstellung (eines Heeres) betreffend`, zu griechisch táttein, tás-sein ´anordnen, aufstellen`) zunächst beschränkt auf den militärischen Bereich angewendet. Erst später fanden die beiden Begriffe breite sprachliche Verallgemeinerung in allen Lebensbereichen.
Seit dem 6. Jahrhundert unserer Zeit ist, zunächst in der byzantinischen Literatur, der Gebrauch des aus dem Altgriechischen abgeleiteten Wortes „Strategie“ belegt als „das Mittel, mit dem der Feldherr sein eigenes Land verteidigen und das seines Feindes besiegen kann“, damit hierarchisch über die Taktik gestellt.  Das Wort wurde in der byzantinischen Literatur weiter in diesem Sinne verwendet, insbesondere in einem Werk von ca. 900 unserer Zeit, das dem Kaiser Leo VI. dem Weisen zugeschrieben wird, und in dem das Wort „die Kunst der Feldzüge“ beschreibt, die aber für Leo VI. die Kenntnis vieler anderer niedrigerer Künste oder Hilfswissenschaften – wie der Taktik, der Belagerungskunst, der Landeskunde, der Logistik usw. – voraussetzte.  Es gab nie ein einzelnes lateinisches Äquivalent.
Die Begriffe Kriegskunst, Strategie und Taktik tauchten in europäischen militärischen Schriften erstmals im 16./17. Jahrhundert auf. Sie bezogen sich auf die Tätigkeit des Feldherrn und die Handlungen der militärischen Formationen im Krieg. Sie waren von außereuropäischen Überlieferungen aus der Kriegsgeschichte beeinflusst.
Erst 1777 wurde der Begriff als „Strategie“ ins Deutsche eingeführt, in der Übersetzung des Werkes von Leo VI. durch Johannes von Bourscheidt.  Etwa zur gleichen Zeit wurde er als „stratégie“ ins Französische übernommen, ebenfalls durch eine Übersetzung des Werkes von Leo VI. Literatur zu diesem Themenbereich gab es aber durchaus schon vor der Einführung des Wortes; meist benutzte man hierbei die Wörter Kriegskunst oder Kriegswissenschaft.

### Strategiebegriff bei Clausewitz
Als Grundstein und Standardwerk  der Strategietheorie und der Strategischen Studien gilt das Buch Vom Kriege, verfasst vom preußischen Offizier Carl von Clausewitz (1780–1831; das Werk erschien postum 1832–1834).
Bei Clausewitz kann diese „Theorie des Kriegführens oder Theorie vom Gebrauch der Streitkräfte, also das Gefecht abhandeln als den eigentlichen Kampf, die Märsche, Lager und Quartiere … auf der Ebene von taktischen militärischen Formationen. … Diese Kriegskunst im engeren Sinne zerfällt nun wieder selbst in Taktik und Strategie.“
Obwohl Clausewitz eine eher enge Definition („Strategie ist der Gebrauch des Gefechts zum Zweck des Krieges“ – Vom Kriege Buch III.1) zugrunde legte, ist nach J. Lindell sein Werk in der Art und Weise, in welcher Clausewitz „das Verhältnis zwischen Krieg, Frieden und Politik auffasst, … der umfassendste Beitrag zu […] militärischem und strategischem Denken“. Eine mögliche Allgemeingültigkeit verhinderte jedoch der unfertige Zustand, in dem Vom Kriege bei Clausewitz’ recht plötzlichem Tod (vermutlich Cholera) war.
Clausewitz sah es als geboten an, dass das Militär sich den Weisungen der Politik (sogenannter Primat der Politik) zu unterwerfen und als Instrument der Politik zu verstehen habe. Nur Letztere sei imstande, politische Ziele zu definieren, an denen der Erfolg der militärischen Gewaltanwendung zu messen sei.
Die Strategie steht damit zwischen den Ebenen der Politik und der Operationsführung: Auf der strategischen Ebene wird also überhaupt über die Ausführung einer aktiven (taktischen) und passiven Handlungsweise entschieden.
Nach Clausewitz legt die Strategie sowie die strategische Planung einen grundsätzlichen und zielorientierten Handlungsrahmen zur Erreichung eines Zieles fest, der sich an einem langfristigen Zeitrahmen orientiert und auch militärische Passivität einbeziehen kann. Insofern grenzt sich der Begriff der Strategie von dem Begriff der Taktik ab, welche bereits als Resultat aus strategischer Überlegung hervorgeht: Taktik betrifft bereits positiv militärische Aktivität. Strategie setzt sich mit der Koordination militärischer Kräfte und Kräfteansätzen auf unterschiedlichen Kriegsschauplätzen zur Erreichung eines gemeinsamen und mehr übergeordneten Zieles auseinander. Historische Beispiele gelingender Taktik und dabei gefährdeter oder sogar misslingender Strategie sind die Pyrrhussiege.

### Strategie bei Moltke als Kunst versus Theorie
Helmuth von Moltke war 1858 zum Generalstabschef der preußischen Armee ernannt worden. In der Strategie zog der preußische Generalstab eine Reihe realer Schlussfolgerungen aus den neu entstandenen Bedingungen. Dazu zählten die frühzeitige Kriegsbereitschaft, der gründlich vorbereitete Aufmarsch (die strategische Entfaltung) und das schnelle Manöver der Kräftegruppierungen, mit dem Ziel, die gegnerischen Hauptkräfte zu zerschlagen.
Von Moltke verantwortete nach ersten Erfolgen auch Planung und Ausführung der Feldzüge im Deutsch-Französischen Krieg (1870/1871), da er das Recht besaß, dem Feldheer im Namen des Königs direkt und ohne Vermittlung des Kriegsministers Befehle zu erteilen, so dass er militärische Operationen unmittelbar selbst leiten konnte. Moltke galt als Schüler von Clausewitz, der sich „dessen Lehren am reinsten zu eigen gemacht (hat).“ Zwar hat von Moltke „keine Lehre seiner Strategie niedergeschrieben […] Er erklärte die Strategie als ‚ein System der Aushilfen. Sie ist mehr als Wissenschaft, sie ist die Übertragung des Wissens auf das praktische Leben, die Fortbildung des ursprünglich leitenden Gedankens entsprechend den stets sich ändernden Verhältnissen, ist die Kunst des Handelns unter dem Druck der schwierigsten Bedingungen.‘“
Für die Kriegskunst vor Wissenschaft soll nach Aussage eines Zeitgenossen der preußische Generalfeldmarschall Helmuth von Moltke (1890–1891) mit dem Spruch plädiert haben: „Ich kenne wohl Eine Kriegskunst, aber nur eine Mehrzahl von Kriegswissenschaften.“

### Begriffsentwicklung im 20. Jahrhundert
Das 20. Jahrhundert brachte weitere Fortschritte in den Betrachtungen zur Strategie; diese führten zu Veränderungen und Erweiterungen beim Strategiebegriff, zum Beispiel:
- Basil Liddell Hart definierte Strategie als „die Kunst, militärische Mittel zum Zweck der Politik einzusetzen“[17]
- der französische General André Beaufre definierte 1963 Strategie als „die Kunst der Dialektik der Kräfte, oder genauer, die Kunst der Dialektik der Willen, die sich der Macht zur Lösung ihrer Konfliktes bedienen“[18]
- der Amerikaner Michael Handel (gest. 2001): „Die Strategie ist die Kunst und die Wissenschaft, in Frieden und Krieg politische, wirtschaftliche, psychische und militärische Kräfte zu entwickeln und zu benutzen, der Politik ein Maximum an Unterstützung zu gewährleisten, um die Wahrscheinlichkeit des Sieges und seiner guten Folgeerscheinungen zu erhöhen und die Möglichkeit der Niederlage zu verringern“[19]
- eine Brücke zur Wirtschaftsstrategie bildet die Definition von Sir Lawrence Freedman: „Die Strategie befasst sich mit dem Verhältnis zwischen (politischen) Zwecken und (militärischen, wirtschaftlichen, politischen usw.) Mitteln. Sie ist die Kunst, Macht zu schaffen.“[20]
- Als die größte Paradoxie des Krieges bezeichnet Edward Luttwak die Möglichkeit, dass die militärischen Sieger auf längere Sicht zu den eigentlichen Verlierern werden können. Strategie ist so gesehen das Wissen um das komplexe Spiel mit den Paradoxien und deren gezielter Einsatz  zur Verfolgung der eigenen Ziele und Zwecke, um dem Paradoxon eines zu dem eigenen Absichten gegenläufigen Handelns zu entgehen zu suchen.[21]

In der Sicherheitspolitik und in den Strategischen Studien des Militärwesens wird der zielgerichtete Einsatz von Gewalt oder die zielgerichtete Gewaltandrohung zu politischen Zwecken bezeichnet.

## Wesensmerkmale der Militärstrategie

### Hauptaufgaben der Militärstrategie
Die Militärstrategie wird vorrangig von der Politik bzw. von der Führung des Staates (der Koalition) entworfen und verwirklicht. Dazu dient in vielen Staaten eine Militärdoktrin, die eine hochrangige militärische Richtlinie der Sicherheitspolitik darstellt.
Die strategischen Entwürfe der höchsten militärischen Führung gehen aus von einer Beurteilung des strategischen Kräfteverhältnisses (Bedrohungsanalyse), der möglichen Handlungen des Gegners wie auch der Haltung nicht unmittelbar in den Krieg einbezogener Staaten. Schlussfolgernd werden Entscheidungsvarianten dazu erarbeitet, in welchem Umfang, auf welche Art und in welcher Reihenfolge die Kräfte und Mittel eingesetzt werden und worin die militärischen Ziele bis zum Beginn und im Verlauf der strategischen (Kampf-)Handlungen bzw. des Kriegs bestehen sollen. Diese und andere Entscheidungen (Entschlüsse) können in einem verbindlichen militärstrategischen Plan zusammengefasst werden.
Die Praxis der Militärstrategie umfasst außerdem folgende Aufgaben:
- die Bestimmung der strategischen Aufgaben der Streitkräfte (Teilstreitkräfte) und der für ihre Erfüllung erforderlichen Kräfte und Mittel;
- die Erarbeitung und Umsetzung von Maßnahmen zur Vorbereitung der Streitkräfte, des Kriegsschauplatzes (der Kriegsschauplätze), der Wirtschaft und der Bevölkerung des Landes auf den Krieg;
- die Planung der strategischen Operationen (Kampfhandlungen) und des Kriegs im Ganzen;
- die Organisation der Entfaltung (des Aufmarschs) der Streitkräfte und ihrer Führung im Verlauf des Kriegs;
- die Tätigkeit der militärisch-politischen Obersten Kommandoführung, der Stäbe und Truppen (Kräfte) zur Vorbereitung und Durchführung der strategischen Operationen, zur Führung der Truppen (Kräfte) und zur allseitigen Sicherstellung der strategischen Operationen (Kampfhandlungen).

Die Theorie der Militärstrategie erforscht Regeln und Zusammenhänge (Gesetzmäßigkeiten) und den Charakter des Krieges sowie die Methoden der Durchführung des Kriegs. Sie erarbeitet die theoretischen Grundlagen der Vorbereitung, der Führung und Durchführung strategischer Operationen (Kampfhandlungen) der operativ-strategischen und strategischen Vereinigungen der Streitkräfte und der Teilstreitkräfte.
Die Militärstrategie stützt sich einerseits auf die Operative Kunst und die Taktik, berücksichtigt deren Möglichkeiten und nutzt die von ihnen erreichten Ergebnisse zur Lösung strategischer Aufgaben aus. Andererseits werden nach ihren Forderungen die wichtigsten Prinzipien der Theorie und Praxis der Operativen Kunst und Taktik erarbeitet.

### Strategisches Ziel und strategische Gruppierung
Das Strategische Ziel beschreibt das erwartete Endresultat aus den militärischen Handlungen strategischen Maßstabs, dessen Erreichung mitunter zur scharfen Veränderung der militärpolitischen und strategischen Lage führt und eine erfolgreiche Durchführung und sieghafte Beendigung der bewaffneten Konflikte (des Kriegs) erlaubt. Das Strategische Ziel wird durch die politische und militärische Führung des Staates (der Staatengruppe, der Koalition) bestimmt.
Zu unterscheiden sind: einerseits das allgemeine strategische Ziel (das strategische Gesamtziel) – als Endresultat des Kriegs und andererseits strategische Teilziele – als Resultate der Feldzüge und strategischen Operationen.
In Übereinstimmung mit den strategischen Zielen werden sowohl die strategische Gruppierungen der Streitkräfte auf dem Kriegsschauplatz (in der strategischen Richtung) geschaffen als auch die strategischen Aufgaben und Methoden zu ihrer Erfüllung bestimmt.

### Strategische Operation als Form strategischer Handlungen
Das Strategische Operation ist eine Form strategischer Handlungen der Streitkräfte.
Die Strategische Operation bezeichnet die Gesamtheit der nach Zielen, Aufgaben, Ort und Zeit abgestimmten und miteinander verbundenen Operationen, Schläge und (Kampf-)Handlungen der Vereinigungen und Verbände der verschiedenartigen Teilstreitkräfte, die nach einheitlicher Idee und nach einheitlichem Plan zur Erreichung strategischer Ziele durchgeführt werden.
Aus dem Entwicklungsstand und dem Masseneinsatz moderner Bekämpfungsmittel erklärt sich das große räumliche Ausmaß und der dynamische Verlauf der strategischen Operation sowie der enorme Bedarf an materiellen Gütern aller Art in den strategischen Handlungen der Streitkräfte.

## Wandel in der Militärstrategie

### Funktionen der militärischen Macht
Der US-amerikanische Politikwissenschaftler Robert J. Art identifizierte 1980 in seinem Artikel To What Ends Military Power? (Wozu dient militärische Macht?) vier grundlegende Funktionen, denen politische Gewaltandrohung oder Gewaltausübung dient. Die Verteidigung (defense) diene
- erstens dazu, einen Angriff abzuwehren, und
- zweitens dazu, den dadurch entstandenen Schaden so gut wie möglich zu begrenzen. Diesen defensiven Charakter teile sie mit der Abschreckung (deterrence), die ebenfalls dazu diene, einen politischen Akteur von etwas abzuhalten oder abzubringen. Dabei betont er, dass beide Strategien voneinander unabhängig anwendbar sind.
- Im Gegensatz dazu steht die Strategie der Erzwingung (compellence), die ein politisches Gegenüber zu einer bestimmten Handlung bewegen soll.
- Als vierte Kategorie identifizierte er die „Wichtigtuerei“ (swaggering). Er nannte sie „diffus“.[24] Sie diene vor allem dem Zweck des Prestiges, sei also vor allem indirekter Natur.

### Strategietheorie mittels Strategischer Studien
Als Unterdisziplin der Internationalen Beziehungen befassen sich die Strategischen Studien mit der Frage, ob und in welchem Ausmaß strategisches Handeln historischen, politischen, sozialen, wirtschaftlichen und technologischen Regelmäßigkeiten unterliegt. Die Strategischen Studien haben aber auch Wurzeln in der Kriegssoziologie (Polemologie, französisch Polémologie), der Militärgeschichte und der Diplomatiegeschichte. Sie sind gerade auch aus Bestrebungen nach den beiden Weltkriegen entstanden, die Wiederkehr solcher Kriege zu verhindern.  Für sie prägend war vor allem das Motto des britischen Strategen Basil Liddell Hart und seines französischen Kollegen Gaston Bouthoul, „wenn du den Frieden willst, verstehe den Krieg.“

### Militärstrategie und Kriegsverhinderung
Die Theorie der Militärstrategie war in der Vergangenheit eine ausschlaggebende Grundlage für die Militärwissenschaft und auf den Gegenstand Krieg ausgerichtet.
Das Aufkommen und Vorhandensein eines Potenzials zur globalen Menschheitsvernichtung rückt die Kriegsverhinderung an vorderste Stelle in der politischen und militärischen Praxis wie auch in der Theorie. Das schließt die Untersuchung der Mittel und Methoden der militärischen Friedenserhaltung und Bewahrung der äußeren Sicherheit des Staates (der Koalition) durch Vorbereitung, Führung und Einsatz der Streitkräfte ein. Die Theorie der Kriegskunst befindet sich demzufolge im Wandel zu einer Theorie der Führung und des Gebrauchs der Streitkräfte.
Zur Funktion einer Theorie vermerkte Clausewitz: „Die Theorie wird dann demjenigen ein Führer, der sich aus Büchern mit dem Krieg vertraut machen will; sie hellt ihm überall den Weg auf, erleichtert seine Schritte, erzieht sein Urteil und bewahrt ihn vor Abwegen.“